# Condado de Lawrence (Dakota do Sul)
O Condado de Lawrence é um dos 66 condados do Estado americano da Dakota do Sul. A sede do condado é Deadwood, e sua maior cidade é Spearfish. O condado possui uma área de 2 073 km² (dos quais 1 km² estão cobertos por água), uma população de 21 802 habitantes, e uma densidade populacional de 10 hab/km² (segundo o censo nacional de 2000).